# Jindřich Fínek
Jindřich Fínek (* 3. října 1957 Plzeň) je český onkolog a vysokoškolský učitel, od roku 2018 děkan Lékařské fakulty v Plzni Univerzity Karlovy.

## Životopis
Narodil se v říjnu 1957 v Plzni. V roce 1983 absolvoval studium na Lékařské fakultě v Plzni Univerzity Karlovy a ještě téhož roku začal pracovat na onkologickém a radioterapeutickém oddělení Fakultní nemocnice Plzeň. V roce 1986 získal atestaci 1. stupně v oboru radioterapie, v roce 1989 získal pro obor atestaci i druhého stupně. V roce 1992 úspěšně se atestoval v onkologii, v prosinci 1995 se stal primářem a v roce 1996 začal působit jako odborný asistent na své alma mater. V květnu 2003 získal na LF UK v Plzni titul Ph.D. v oboru vnitřní lékařství a v květnu 2005 se na 1. lékařské fakultě Univerzity Karlovy habilitoval. V roce 2005 se zároveň stal předsedou etické komise LF UK v Plzni a FN Plzeň. V letech 2007 až 2012 poté působil v Centru biostatistiky a analýz na Masarykově univerzitě v Brně.
V roce 2012 byl jmenován profesorem v oboru onkologie na 1. LF UK v Praze. V říjnu 2013 začal působit na onkologické a radioterapeutické klinice (transformované z onkologického a radioterapeutického oddělení) LF UK v Plzni, přičemž od října 2013 do ledna 2014 zde byl navíc zastupujícím přednostou a v únoru 2014 se sám stal přednostou této kliniky. V roce 2013 získal titul MHA (Master of Healthcare Administration). V letech 2007 až 2017 navíc působil jako soudní znalec v oborech klinická a radiační onkologie. V roce 2014 začal působit ve vědecké radě LF UK v Plzni.
V roce 2010 mu byla udělena pamětní medaile při příležitosti 65. výročí založení LF UK v Plzni. V roce 2022 mu udělil cenu v oblasti vědy Plzeňský kraj. Během své kariéry se stal členem různých vědeckých společností, například České onkologické společnosti či České farmakoekonomické společnosti.
Jindřich Fínek je ženatý, se svou ženou Evou má rovněž dceru Evu. Hovoří plynně anglicky, německy a francouzsky.

### Děkan
V listopadu 2017 byl jako jediný kandidát zvolen děkanem LF UK v Plzni. Funkce se ujal v únoru 2018. Mandát obhájil i ve volbách v říjnu 2021. Rektor Univerzity Karlovy Tomáš Zima jej v lednu 2022 proto jmenoval i pro druhé funkční období trvající do ledna 2026.